# Мустафа Дарир
Дарир Мустафа ибн Юсиф ибн Омар аль Эрзан-ир Руми (тур. Darîr Mustafa b. Yûsuf b. Ömer el-Mevlevî el-Erzene'r-Rûmî, араб. ضرير‎, азерб. Mustafa Zərir) — писатель XIV века из Эрзурума.
Три произведения, атрибуция которых Дариру не оспаривается — «Сиретун-неби», «Фютух уш-Шам теркумеси» и «Сто хадисов и сто историй» — прозаические вольные переводы с арабского языка.
«Сиретун-Неби» является первым произведением жанра сира (а его часть — первым мавлидом) в тюркоязычной литературе.
Большинство историков литературы полагают, что Дарир был азербайджанским писателем и писал на азербайджанском языке или же на восточном диалекте староанатолийского тюркского языка. Некоторые называют староанатолийский тюркский язык, не уточняя диалект.

## Биография
О Дарире известно только то, что он сам сообщил в предисловиях собственных сочинений. Как следует из его полного имени, указанного им в своём произведении (Мустафа ибн Юсиф ибн Омар аль Эрзан-ир Руми), его настоящим именем было Мустафа, имя отца — Юсуф, имя деда — Омер, родился Мустафа в Эрзеруме. Он использовал псевдонимы «Дарир» и «Гезсюз» («слепец» на арабском и тюркском языках соответственно), поскольку был слеп от рождения. Историк из Эрзерума А. Ш. Бейгу утверждал, что Мустафа вырос, когда в Эрзуруме правил эмир с лакабом Рашид ад-Дин. Возможно, семья Мустафы происходила из огузского племени салур. Он хорошо знал арабский и персидский языки. По словам турецкого историка литературы Н. Банарлы, Дарир назывался «Кади», поэтому он мог быть в Эрзуруме кади.
В 1377 году он отправился в Египет, вероятно, по приглашению ханафитского правоведа шейха Экмеледдина аль-Баберти. Шейх Экмеледдин представил Дарира султану аль-Мансуру Али II и влиятельному эмиру Баркуку и тот получил их расположение. По просьбе аль-Мансура он начал переводить жизнеописания пророка Мухаммеда. Закончил работу («Сиретун-неби») он в 1388 году при поддержке Баркука, который стал правителем.
В 1389 году Баркук был свергнут. Дарир, оставшийся без покровителя, отправился со своей семьёй в Александрию, откуда морем перебрался в бейлик Караман. Там он пробыл около четырёх лет. Столица Карамана, Конья, была центром последователей Джелаледдина Руми. Дарир назвал себя «Мевлеви» во введении к «Фютух уш-Шам», что может свидетельствовать о его принадлежности к тарикату Мевлеви. В 1392 году Дарир отправился в Дамаск, а оттуда в Алеппо, где попал под защиту мамлюкского вали города, эмира Чолпана. В 1393 году Дарир завершил перевод «Фютухуш-Шам» и представил труд Чолпану. Вероятно, свою последнюю работу «Сто хадисов и сто историй» Дарир тоже посвятил Чолпану.
Дата смерти Дарира неизвестна. В одном из двустиший в «Сиретун-неби» он упомянул, что довольно стар. О последних годах его жизни сведений нет.

## Язык
Советский востоковед-филолог Короглы Х. Г. называл Дарира «азербайджанским поэтом». Академик Национальной академии наук Азербайджана (НАНА) Ш. Мустафаев писал, что «по мнению некоторых специалистов, <…> стихи Хасаноглу (XIII век), Мустафы Зарира, Юсуфа Маддаха, Сули Факиха, Кади Бурханеддина Ахмеда и Насими внесли большой вклад в становление азербайджанского литературного языка».
По словам Ш. Хелилова и директора Института рукописей НАНА М. Адилова, «Фуат Кёпрюлю, И. Х. Артайлан, Н. Банарлы, Талат Онай и другие турецкие учёные называли Кади Бурханеддина, Мустафу Дарира, Юсифа Меддаха, Сули Факиха „азербайджанскими писателями XIV века“». Хелилов и Адилов отмечали, что «творческое наследие создано этими поэтами либо прямо „на азербайджанском диалекте“, либо косвенно „написано на языке, близком к азербайджанскому диалекту“». М. Адилов утверждал, что язык «Сиретун-неби» «во много крат ближе к современному азербайджанскому языку, чем язык великого Физули». При этом М. Адилов отмечал, что «в 1934 году польский исследователь Заячковский представил сочинение как памятник староосманского языка».
Н. Банарлы писал, что Дариру отводят важное место в развитии литературы на азербайджанском турецком языке. При этом Банарлы отмечал, что язык Дарира «является промежуточным между азербайджанским диалектом и анатолийским турецким языком, и его нельзя однозначно связать ни с одним из них». Язык Дарира «содержит некоторые элементы азербайджанского диалекта, но по существу имеет характеристики староанатолийского турецкого языка».
По словам М. Эркана, все произведения Дарира написаны им в мамлюкском султанате (Египет, Сирия), за исключением «Юсуфа и Зулейхи», написанного в Анатолии. Язык этих произведений содержит элементы кипчакского и азербайджанского диалектов, но также несёт черты древнеанатолийского турецкого языка.
По словам Б. Мастерса, «наиболее известными османскими прозаиками XIV века были Мустафа Дарир и Джелаледдин Хызыр Хаджи-паша».

## Произведения

### Сиретун-неби

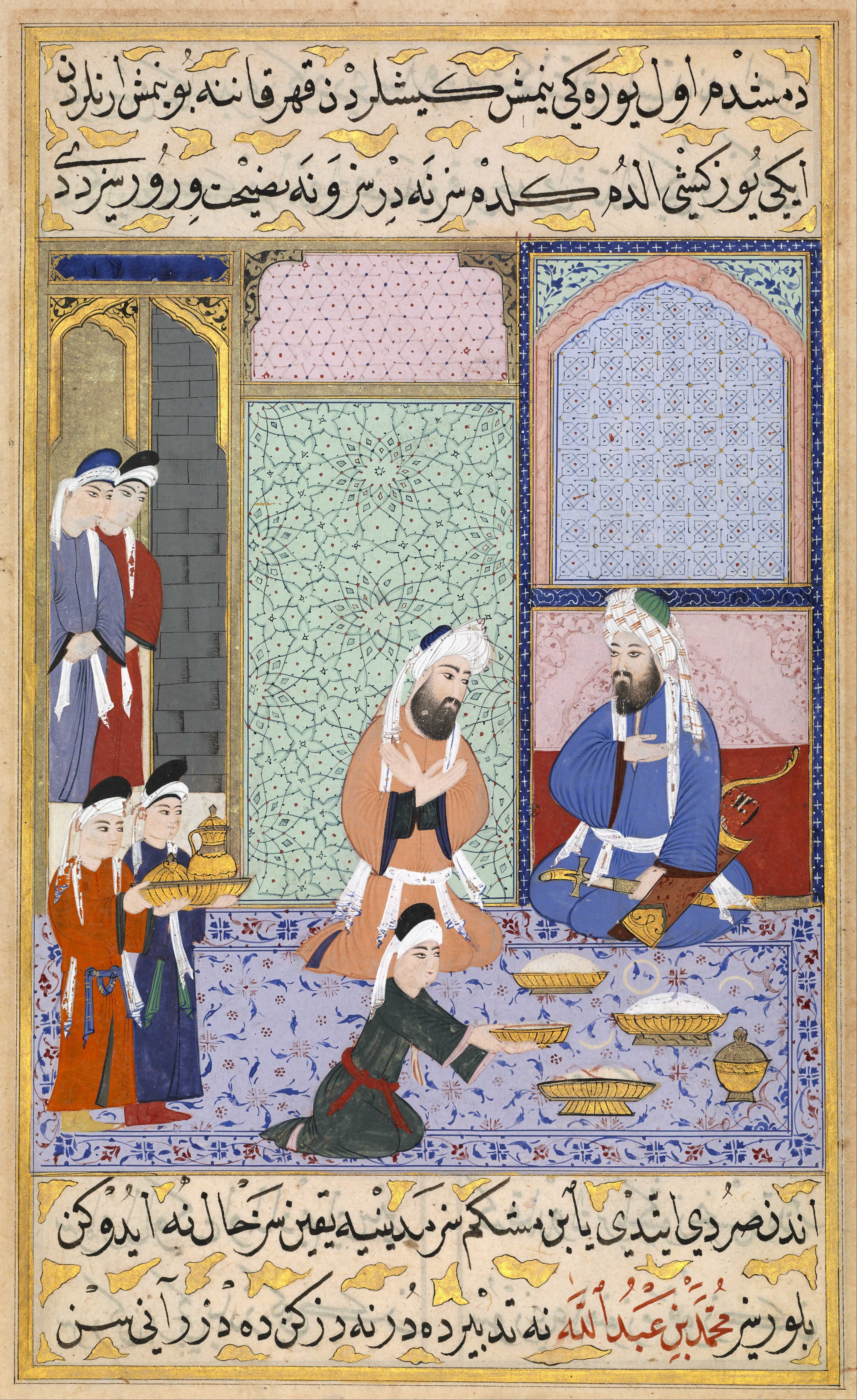
Одна из иллюстраций к книге Дарира, нарисованных по приказу Мурада III

Прозаическое произведение жанра сира подробно описывает жизнь пророка Мухаммеда. Также известно как «Тарджумат ад-Дарир». Дарир создал его по просьбе Баркука, на основе жизнеописаний Мухаммеда на арабском языке авторства Абу аль-Хасана аль-Бакри и Ибн Хишама. Оно было широко распространено, читалось на протяжении веков и оказало сильное влияние на тюркскую литературу в Анатолии. Труд был завершён в 1388 году.
Это первое произведение жанра сира в тюркоязычной литературе. «Сиретун-неби» — это не просто перевод, но, по мнению историка Э. Г. Сайфетдиновой, результат собственного творчества. Сира написана прозой, но часть, относящаяся к рождению пророка Мухаммеда (Мавлид) — стихами. Раздел Мавлид состоит из 55 бейтов (на листах 94b-96b). Он оформлен в виде трёхчастной касыды с комментариями.
В знаменитом мавлиде, написанном Сулейманом Челеби в 1409 году, некоторые бейты почти дословно цитируют Дарира. Это произведение было привезено в Стамбул после возвращения Селима I из египетской экспедиции. По приказу Мурада III «Сиретун-неби» в шести томах был переписан и украшен миниатюрами под руководством Наккаша Хасана. Труд с 814 миниатюрами был скопирован и подарен Мехмеду III в 1595 году. 3-й, 4-й и 5-й тома, в которых было 456 миниатюр, были украдены из библиотеки. Сегодня в Топкапы сохранились только 1-й, 2-й и 6-й тома.

### Фютух уш-Шам теркумеси (Завоевание Дамаска, перевод)
В 1392/93 году Дарир перевёл с арабского «Фютух уш-Шам», произведение, приписываемое Мухаммеду аль-Вакиди аль-Медини. В прозаическом труде рассказывается о завоевании Дамаска и его окрестностей армиями халифов Абу Бакра и Умара.

### Сто хадисов и сто историй (Yüz Hadis ve Yüz Hikâye).
Дарир написал это прозаическое произведение по заказу эмира Чолпана, взяв за основу арабский труд Фазлуллы ибн Насыр аль-Гаври аль-Имади. В оригинале Имади 159 хадисов, каждый из которых сопровождается рассказом. Дарир взял 100 хадисов и свободно перевёл их, добавив историю после каждого.
Это первое произведение на тюркском языке в Анатолии (до него в 1358 году Кельдерли Махмуд бин Али написал «Нехджуль-ферадис» в Сарае). Дарир положил начало традиции составления хадисов и объяснения их с помощью историй. Мехмед Хатибоглу переписал произведение Дарира в стиле месневи под названием «Ферахнаме» и в 1426 году подарил его Мураду II.

### Risaletü’l-İslam
Ш. Йилдырым и Н. Йилмаз утверждают, что этот труд принадлежит Дариру. Текст находится в библиотеке Сулеймание в рукописи Hacı Mahmud Efendi nr. 578, он расположен на листах 93b-205, после произведения «Сто хадисов и сто историй», и написан в том же стиле.

### Юсуф и Зулейха
По словам Ф. Иза, «Юсуф и Зулейха» — самая любимая тема в западно-турецкой литературе. Месневи на этот сюжет — единственное поэтическое из всех приписываемых Дариру произведений. По словам М. Адилова, поэма содержит 2120 бейтов и датирована 1367 годом. Длительное время не было сомнений в авторстве Дарира, однако Я. Садык в 2018 году сравнил поэму с произведениями Юсуфа Меддаха по языку, стилю, форме и содержанию и сделал вывод, что автором является Юсуф. Тем не менее, многие исследователи продолжают считать автором «Юсуфа и Зулейхи» Дарира (Я. Бабаев, Л. Карахан, М. Адилов и другие  ).